# Winterland (album)
 (juillet 2020).
Si vous disposez d'ouvrages ou d'articles de référence ou si vous connaissez des sites web de qualité traitant du thème abordé ici, merci de compléter l'article en donnant les références utiles à sa vérifiabilité et en les liant à la section « Notes et références ».
Pour les articles homonymes, voir Winterland.
Albums de Jimi Hendrix
West Coast Seattle Boy: The Jimi Hendrix Anthology
(2010) People, Hell and Angels
(2013)
Winterland est un album live du groupe The Jimi Hendrix Experience publié pour la première fois en mai 1987 par le producteur Alan Douglas sous le nom de Live at Winterland, puis le 13 septembre 2011 dans une nouvelle version avec un nouveau mixage et une nouvelle tracklist par Experience Hendrix LLC (la famille du guitariste qui gère les enregistrements depuis 1995) à la fois sous forme d'un album unique et d'un coffret de quatre disques.
L'album présente les six performances du groupe au Winterland Ballroom de San Francisco (Californie) entre le 10 et le 12 octobre 1968 durant la tournée de promotion de l'album Electric Ladyland. Enregistrés professionnellement, ils auraient pu être publiés si le groupe ne s’y était pas opposé à la réécoute des bandes.

## Historique
À la suite de la sortie de l'album Electric Ladyland, la formation The Jimi Hendrix Experience mené par le guitariste Jimi Hendrix avec Mitch Mitchell à la batterie et Noel Redding à la basse se lance dans une nouvelle tournée. Durant la tournée, le groupe donne six concerts au Winterland Ballroom de San Francisco du 10 au 12 octobre 1968.
Enregistrés professionnellement, ils auraient pu être publiés si le groupe ne s’y était pas opposé à la réécoute des bandes. En effet, de nombreuses tensions subsistaient autour du guitariste au point que ce dernier mettra fin à la formation au printemps 1969.

## Parution et réception

### Live at Winterland (1987)
Albums de Jimi Hendrix
Band of Gypsys 2
(1986) Radio One
(1988)
Live at Winterland est un album live de The Jimi Hendrix Experience sorti en 1987 par le producteur Alan Douglas qui possédait les droits d'édition discographique de Jimi Hendrix entre 1975 et 1995.
Cinq titres provenant de ces concerts sont publiés en 1982 sur l'album The Jimi Hendrix Concerts, produit par Alan Douglas. Celui-ci reprend cinq ans plus tard le reliquat de ce qu'il estimait publiable pour compiler un double album relativement court, intitulé Live at Winterland. Il est réédité en 1992 avec un disque supplémentaire (Live at Winterland+3) comprenant trois autres chansons.
À partir de 1997, l'album est retiré du catalogue de l'artiste et n'est plus disponible à la vente. Il faudra attendre 2011 pour avoir une nouvelle version de ces concerts.

### Winterland (2011)
Publié le 13 septembre 2011 par Experience Hendrix et Legacy Recordings, ces quatre disques présentent les six performances du groupe au Winterland Ballroom de San Francisco (Californie) entre le 10 et le 12 octobre 1968. Une édition CD unique est publiée le même jour.
Le 23 août 2011, le single Like a Rolling Stone est proposé, avec Spanish Castle Magic en deuxième titre.

## Liste des chansons

### Live at Winterland(1987)
Toutes les chansons sont écrites et composées par Jimi Hendrix, sauf mention contraire.
| 1. | Prologue              |                                      |                                | 0:57 |
| 2. | Fire                  |                                      | Deuxième concert du 11 octobre | 3:12 |
| 3. | Manic Depression      |                                      | Deuxième concert du 12 octobre | 4:46 |
| 4. | Sunshine of Your Love | Eric Clapton, Jack Bruce, Pete Brown | Deuxième concert du 10 octobre | 6:25 |
| 5. | Spanish Castle Magic  |                                      | Deuxième concert du 12 octobre | 5:32 |

| 6. | Red House     |                        | Premier concert du 11 octobre  | 11:32 |
| 7. | Killing Floor | Chester Arthur Burnett | Deuxième concert du 10 octobre | 8:05  |

| 8. | Tax Free  | Bo Hansson, Janne Carlsson | Deuxième concert du 11 octobre | 8:00 |
| 9. | Foxy Lady |                            | Deuxième concert du 11 octobre | 4:50 |

| 10. | Hey Joe     | Billy Roberts | Deuxième concert du 12 octobre | 6:44 |
| 11. | Purple Haze |               | Premier concert du 12 octobre  | 4:34 |
| 12. | Wild Thing  | Chip Taylor   | Premier concert du 12 octobre  | 3:05 |
| 13. | Epilogue    |               |                                | 0:30 |

| 1. | Are You Experienced?         |           | Premier concert du 11 octobre  | 13:28 |
| 2. | Voodoo Child (Slight Return) |           | Premier concert du 11 octobre  | 6:43  |
| 3. | Like a Rolling Stone         | Bob Dylan | Deuxième concert du 11 octobre | 11:48 |

### Winterland(2011)
Toutes les chansons sont de Jimi Hendrix, sauf mention contraire.

#### CD 1: 10 octobre 1968
Toutes les chansons proviennent du deuxième concert donné le 10 octobre, sauf Foxy Lady, qui provient du premier.
1. Tax Free (Bo Hansson, Janne Karlsson) – 15:15
2. Lover Man – 5:21
3. Sunshine of Your Love (Jack Bruce, Eric Clapton, Pete Brown) – 7:30
4. Hear My Train A Comin' – 11:33
5. Killing Floor (Chester Arthur Burnett) – 7:55
6. Foxy Lady – 5:36
7. Hey Joe (Billy Roberts) – 7:19
8. Star Spangled Banner (Francis Scott Key, John Stafford Smith) – 5:56
9. Purple Haze – 5:37

#### CD 2: 11 octobre 1968
Toutes les chansons proviennent du deuxième concert donné le 11 octobre, sauf Are You Experienced? et Red House, qui proviennent du premier.
1. Tax Free (Hansson, Karlsson) – 10:01
2. Like a Rolling Stone (Bob Dylan) – 11:46
3. Lover Man – 3:45
4. Hey Joe – 5:12
5. Fire – 3:20
6. Foxy Lady – 5:12
7. Are You Experienced? – 12:13
8. Red House – 12:24
9. Purple Haze – 5:18

#### CD 3: 12 octobre 1968
Les titres 1-3 et 9-11 proviennent du premier concert donné le 12 octobre, les autres du second.
1. Fire – 4:59
2. Lover Man – 4:29
3. Like a Rolling Stone (Dylan) – 11:48
4. Manic Depression – 5:34
5. Sunshine of Your Love (Bruce, Clapton, Brown) – 9:01
6. Little Wing – 4:01
7. Spanish Castle Magic – 6:28
8. Red House – 9:13
9. Hey Joe (Roberts) – 6:45
10. Purple Haze – 3:42
11. Wild Thing (Chip Taylor) – 3:30

#### CD 4
Les titres 2-4 proviennent du premier concert du 10 octobre, le titre 6 du premier concert du 11 octobre, le titre 1 provient du deuxième concert du 12 octobre. 
Le titre 5, Star Spangled Banner, est un composite du premier concert du 10 octobre et du premier concert du 11 octobre.
L'interview qui constitue la dernière piste a été enregistrée le 16 novembre 1968.
1. Foxy Lady – 6:05
2. Are You Experienced? – 7:27
3. Voodoo Child (Slight Return) – 7:43
4. Red House – 15:21
5. Star Spangled Banner (Key, Smith) – 6:10
6. Purple Haze – 6:15
7. Boston Garden Backstage Interview – 19:04

#### Edition simple
| 1.  | Fire                                          | October 12, 1st show | 3:30  |
| 2.  | Foxey Lady                                    | October 10, 1st show | 5:35  |
| 3.  | Like a Rolling Stone (Dylan)                  | October 12, 1st show | 11:00 |
| 4.  | Hey Joe (Roberts)                             | October 11, 2nd show | 5:00  |
| 5.  | Hear My Train A Comin'                        | October 10, 2nd show | 12:00 |
| 6.  | Sunshine of Your Love (Bruce, Clapton, Brown) | October 10, 2nd show | 7:10  |
| 7.  | Little Wing                                   | October 12, 2nd show | 3:45  |
| 8.  | Are You Experienced?                          | October 10, 1st show | 7:27  |
| 9.  | Manic Depression                              | October 12, 2nd show | 5:30  |
| 10. | Voodoo Child (Slight Return)                  | October 10, 1st show | 7:45  |
| 11. | Purple Haze                                   | October 11, 2nd show | 5:20  |

## Personnel
- Jimi Hendrix : chant, guitare
- Mitch Mitchell : batterie
- Noel Redding : basse, chœurs sur Fire et Purple Haze
- Jack Casady : basse sur Killing Floor